# Свиннертон, Чарлз Френсис Мэсси
Чарлз Френсис Мэсси Свиннертон (1877—1938) — английский натуралист, получивший известность благодаря своим исследованиям мухи цеце.

## Биография

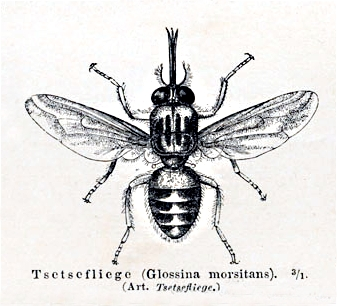

Ранние годы Свиннертон провёл в Индии. Затем он вернулся в Англию для получения образования. Был принят в Оксфорд в 1897, но выбрал переезд в Африку.
В Натале он познакомился с британским энтомологом индийского происхождения Гаем Маршалом, который стал его коллегой и другом. Следующие 19 лет учёный собирал растения, насекомых и птиц, используя в качестве своей базы одну из ферм. Британский музей был регулярным получателем этих образцов. В 1907 Свиннертона избрали членом Линнеевского общества. В 1918—1919 он начал исследовать проблему мухи цеце.
В 1937 был награждён Орденом Святых Михаила и Георгия. Направляясь на получение награды, погиб в авиакатастрофе самолёта de Havilland Leopard Moth в Танганьике 8 июня 1938 года.

## Работы
- 1911 Flora of Gazaland — Linnaean Society
- 1936 The Tsetse Flies of East Africa — C.F.M. Swynnerton[3]
- Vernacular Names of East African Mammals — edited by C.F.M. Swynnerton, Transactions of the Royal Entomological Society of London, 84, p. 547—552[4]